# Kampioenschap van Vlaanderen 1974
Il Kampioenschap van Vlaanderen 1974, cinquantanovesima edizione della corsa, si svolse il 12 settembre 1974 su un percorso di 150 km, con partenza e arrivo a Koolskamp. Fu vinto dal belga Freddy Maertens della Carpenter-Confortluxe-Flandria davanti ai suoi connazionali Frans Verbeeck e Herman Vrijders.

## Ordine d'arrivo (Top 10)
| Pos. | Corridore         | Squadra                        | Tempo    |
| ---- | ----------------- | ------------------------------ | -------- |
| 1    | Freddy Maertens   | Carpenter-Confortluxe-Flandria | 3h35'00" |
| 2    | Frans Verbeeck    | Watney-Maes Pils               | s.t.     |
| 3    | Herman Vrijders   | M.I.C.-Ludo-De Gribaldy        | s.t.     |
| 4    | Michel Pollentier | Carpenter-Confortluxe-Flandria | s.t.     |
| 5    | Lieven Malfait    | Watney-Maes Pils               | s.t.     |
| 6    | Eric Jaques       | Carpenter-Confortluxe-Flandria | s.t.     |
| 7    | Rik Van Linden    | Ijsboerke-Colner               | s.t.     |
| 8    | Marc Renier       | Ijsboerke-Colner               | s.t.     |
| 9    | Roger Loysch      | Ijsboerke-Colner               | s.t.     |
| 10   | Jos Huysmans      | Molteni                        | s.t.     |